# Consuelo Lleras Puga
Consuelo Lleras Puga (Bogotá, 8 de marzo de 1933- ib, 5 de julio de 1993) fue una humanista y política colombiana de ascendencia chilena, miembro del Partido Liberal Colombiano.
Lleras se destacó como política feminista y progresista, apoyando iniciativas legislativas como la legalización del aborto (de la cual fue la primera defensora en el país) y los derechos reproductivos de las mujeres.

## Biografía
Consuelo Lleras Puga nació en Bogotá, el 8 de marzo de 1933, en el seno de una familia de la aristocracia liberal bogotana.
Se educó en colegios privados de gran prestigio, gracias a su pasado familiar y a que su padre fue elegido presidente de Colombia en 1945. En 1948 la familia se trasladó a Estados Unidos, cuando su padre fue elegido secretario general de la Organización de Estados Americanos, y completó su educación en el Colegio del Sagrado Corazón en Washington D. C., a finales de los años 1940 y principios de los 1950. 
A su regreso a Colombia obtuvo un título en Humanidades por la Pontificia Universidad Javeriana de Bogotá.
Se destacó como activista femenina del Partido Liberal, llegando a ejercer la Jefatura de Debate de la campaña presidencial de Alfonso López Michelsen en 1974, ese mismo año obtuvo un escaño como Representante a la Cámara por el departamento de Cundinamarca.
Renovó su escaño en el Congreso en varias ocasiones, y en 1979 causó revuelo nacional al proponer la legalización del aborto en el marco de su promoción permanente de los derechos de la mujer, esto durante el gobierno del tímido progresista Julio César Turbay.

## Familia
Consuelo era parte de la influyente familia bogotana de origen catalán, Los Lleras. Su padre era el abogado, periodista y político colombiano Alberto Lleras Camargo, y su madre, la socialite chilena Bertha Puga Martínez.
Consuelo era la mayor de cuatro hijos, siendo sus hermanos Alberto, y sus hermanas Ximena y Marcela Lleras Puga. Su hermano Alberto, fue un destacado político, quien enfrentó un escándalo social cuando se casó con la artista folclórica Matilde Díaz en 1964.
Por su lado materno, Consuelo era nieta del militar y brevemente presidente de Chile, el General Arturo Puga. Su padre, por otro lado, era hijo del agricultor Felipe Lleras Triana y de su esposa Sofía Camargo Guerrero; además, su abuelo Felipe era hijo del destacado educador, periodista y humanista Lorenzo María Lleras, rector de la Universidad del Rosario. 
Por otra parte, su padre era hermano del político Felipe Lleras Triana, y primo segundo del político y abogado Carlos Lleras Restrepo, quien era hijo del científico Federico Lleras Acosta y de la dama Amalia Restrepo Briceño (bisnieta de José Félix de Restrepo, amigo de Lorenzo). Carlos Lleras era primo de Felipe Lleras, el abuelo paterno de Consuelo.
En conclusión, Consuelo era sobrina del político Felipe Lleras Triana, bisnieta de Lorenzo María Lleras, sobrina nieta de Felipe Lleras Acosta, sobrina tercera de Carlos Lleras Restrepo, y prima tercera de Carlos Lleras de la Fuente, por un lado; y nieta de Arturo Puga por el otro.

### Matrimonio y descendencia
Lleras se casó el 8 de octubre de 1954 en primeras nupcias con Guillermo Zuleta Torres, hijo del diplomático Eduardo Zuleta Ángel, amigo de Alberto y Carlos Lleras. De este matrimonio nacieron sus hijos, Guillermo, Emilia, Ignacio, Felipe (periodista y activista LGBT), Juanita, Diego y Camila Zuleta Lleras. Guillermo se suicidó en circunstancias abrumadoras en los años 80.
En segundas nupcias contrajo matrimonio con el dirigente de izquierda Ricardo Samper Carrizosa, con quien no tuvo descendencia.